# Jaskinia w Wilczankach
Jaskinia w Wilczankach – jaskinia typu schronisko w skałach Wilczanki w miejscowości Bębło w województwie małopolskim, w powiecie krakowskim, w gminie Wielka Wieś. Pod względem geograficznym znajduje się na Wyżynie Olkuskiej będącej częścią Wyżyny Krakowsko-Częstochowskiej.

## Opis jaskini
Jaskinia ma w skałach otwór o zachodniej ekspozycji. Z otworu opada niski korytarz, który zakręca na północ i zwęża się. Za zwężeniem jest salka o wysokości 1,7 m. W salce na wysokości 1,3 m jest okienko, za którym ciągnie się rozmyta szczelina o dwumetrowej wysokości. W pewnym miejscu szczelina rozszerza się i jest następne ciasne okienko, a za nim rozwidlenie. Ciasna szczelina ciągnie się dalej w północno-wschodnim kierunku. Po trzech metrach szczelinę zamykają nacieki. Od rozwidlenia w kierunku północnym biegnie skalna rura, która wkrótce zakręca i poprzez niemożliwe do przejścia okienko łączy się z końcem jaskini. Ponadto od korytarza jaskini odbiegają krótkie, ślepo zakończone boczne rury krasowe.
Jest to jaskinia krasowa, która utworzyła się w późnojurajskich wapieniach skalistych wskutek przepływu wód w strefie freatycznej. Na jej stropie i ścianach są nacieki grzybkowe, stare polewy krystaliczne i mleko wapienne. Sucha jest tylko jej początkowa część do salki, głębiej jaskinia jest całkowicie wilgotna i bez przewiewu. Rozproszone światło słoneczne dociera tylko do pierwszego zakrętu. Przy otworze rozwijają się na ścianach i stropie jaskini glony, mchy i porosty. Ze zwierząt obserwowano komary, muchówki, motyle szczerbówka ksieni i paśnik jaskiniowiec, ślimaki i pająki, w tym z rodzaju Meta. Namulisko jaskiniowe składa się z wapiennego gruzu, ziemi i gliny. Dużo jest na nim kości współczesnych zwierząt, prawdopodobnie przywleczonych tu przez borsuki i lisy. Były to m.in. kości gryzoni i ptaków, w tym kaczki.
Otwór jaskini znalazł J. Nowak latem 2012 r. Pogłębił wstępną część korytarza, następnie wraz z innymi grotołazami dokonał przejścia jaskini.

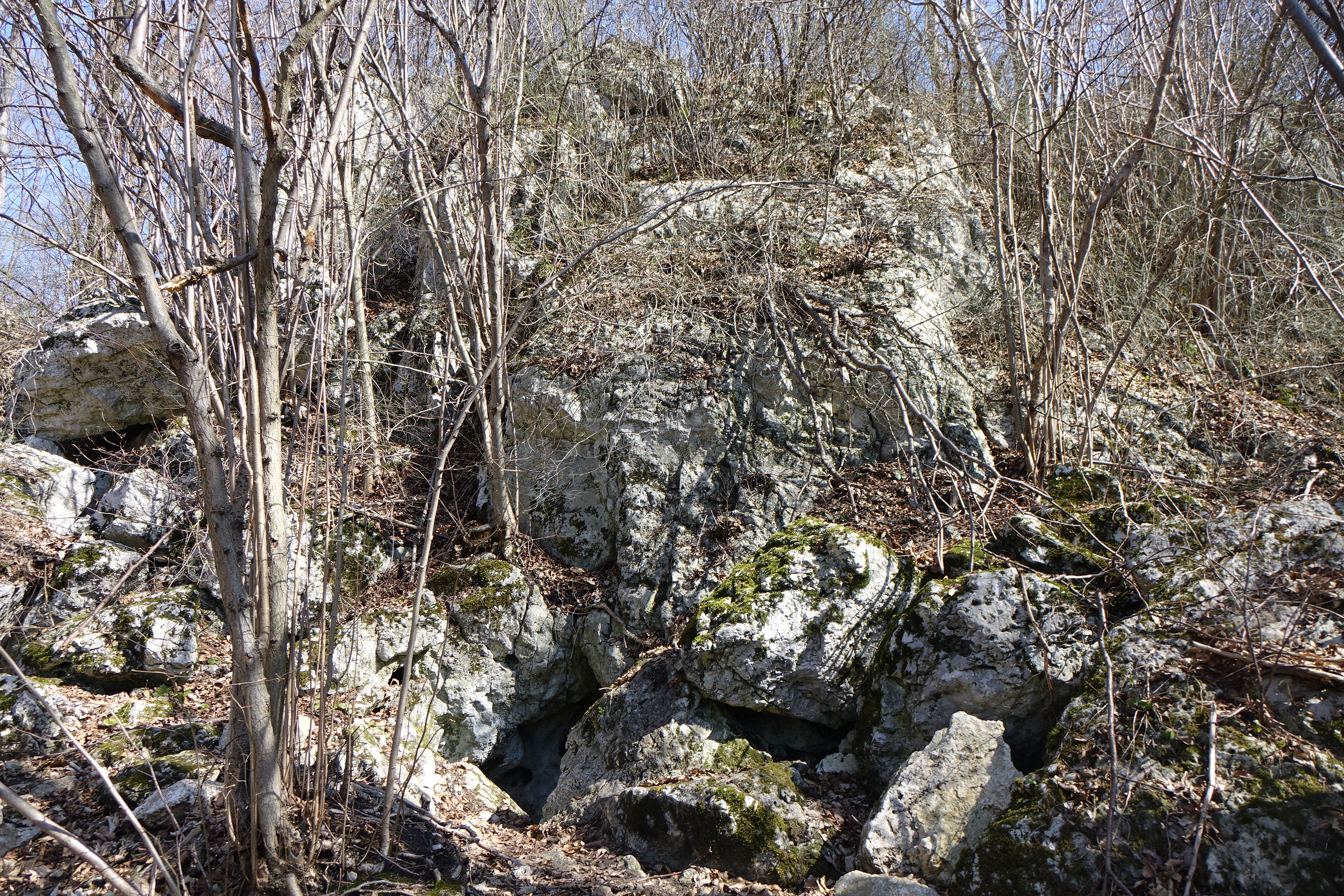
Skałki z otworem jaskini
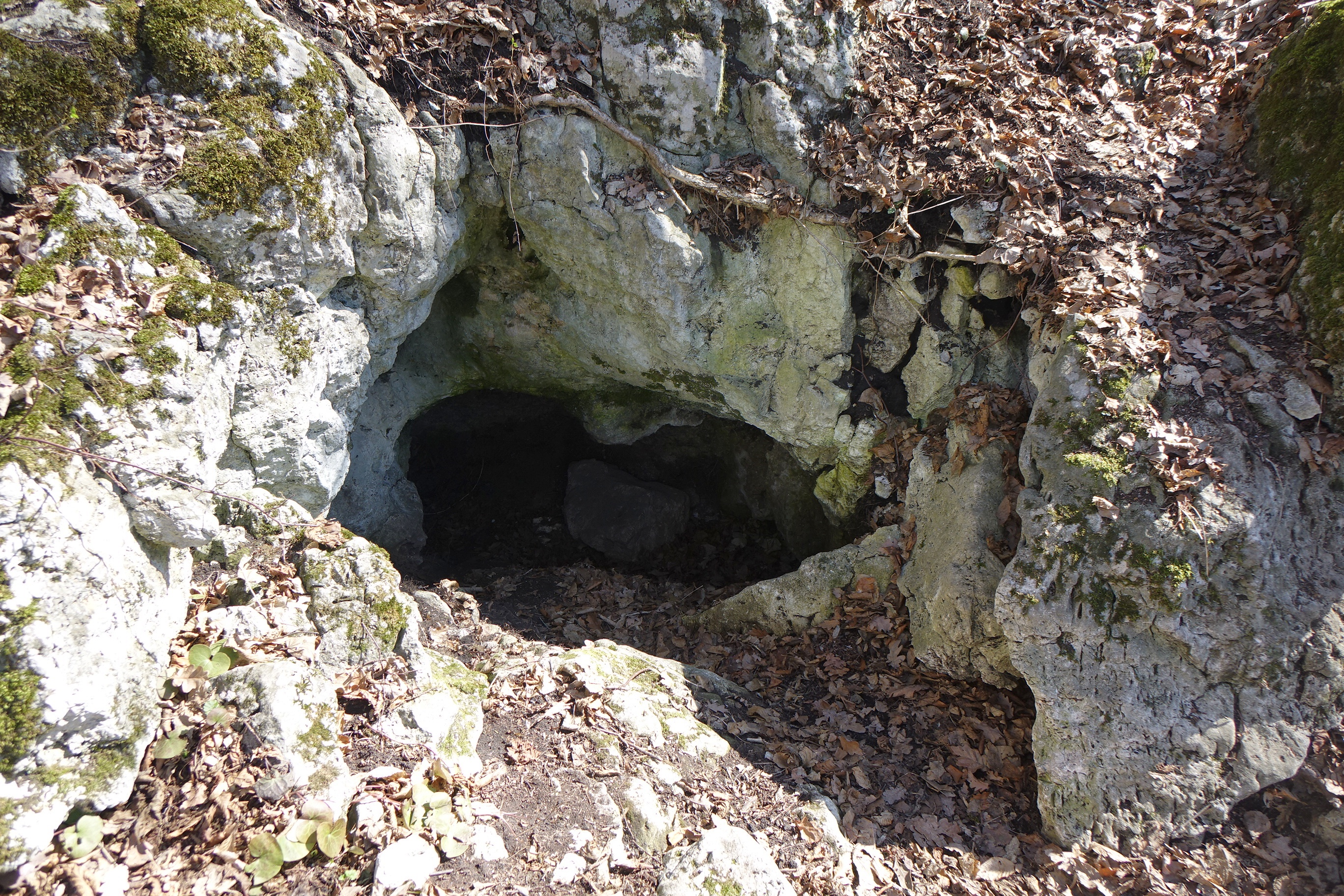
Otwór
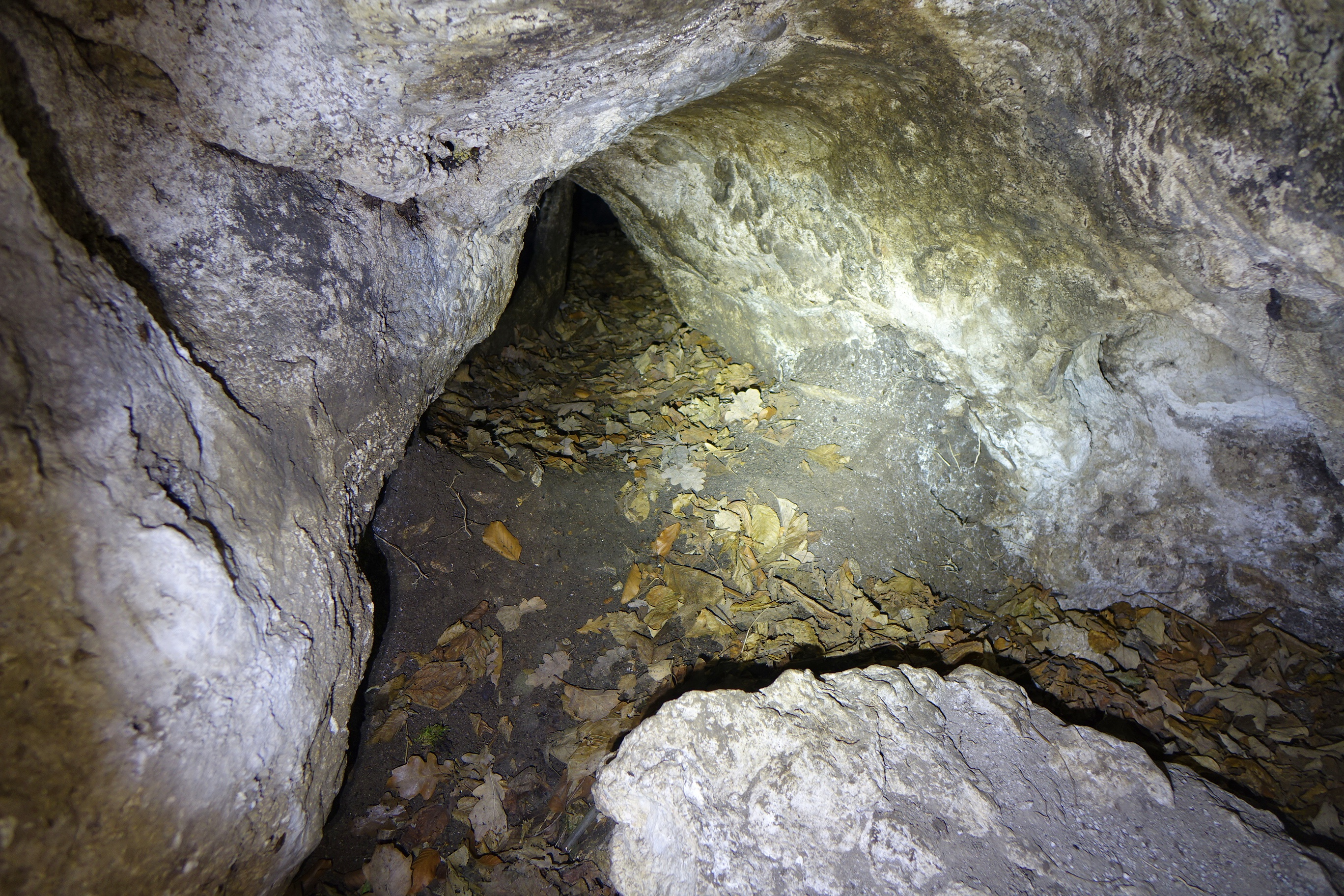
Początek korytarza

W Wilczankach znajdują się jeszcze cztery inne jaskinie: Koleba w Wilczankach, Schronisko w Wilczankach Pierwsze, Schronisko w Wilczankach Drugie, Schronisko w Wilczankach Trzecie.